# اولان

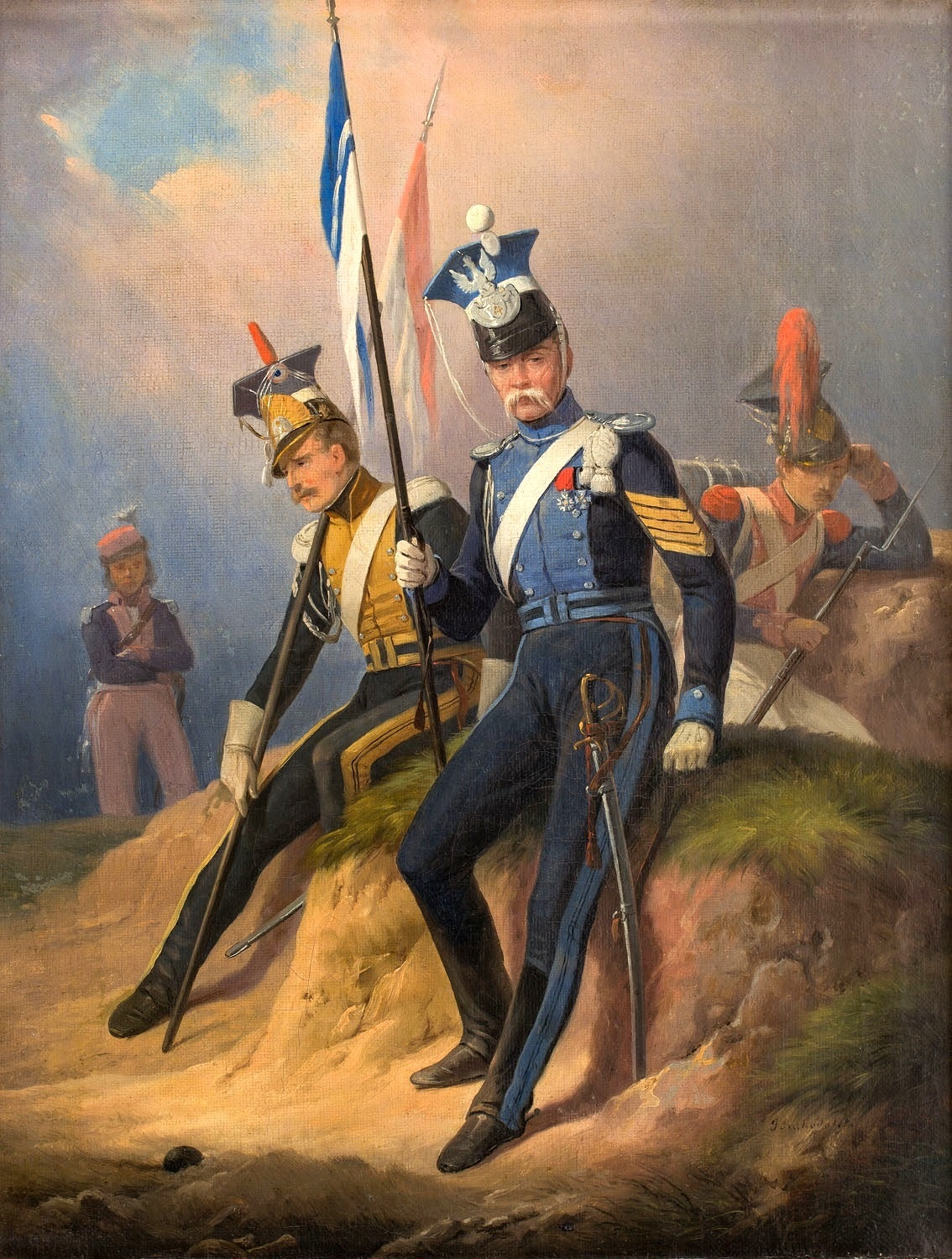
اولان‌های لهستانی دوک‌نشین ورشو اثر ژانیوری سوخودولسکی

اولان (لهستانی: Ułan; لیتوانیایی: Ulonas; آلمانی: Ulan; فرانسوی: Hulan‎) واحدهای سواره‌نظام سبک مسلح به نیزه است که ابتدا توسط لیتوانیایی‌ها و بعدها توسط لهستانی‌ها استفاده می‌شد. هنگ‌های موسوم به نیزه‌داران در ارتش‌های فرانسه، روسیه، پروس، ساکسونی، اتریش-مجارستان و بسیاری دیگر از ارتش‌های جهان از اولان‌ها الگو گرفته‌است.

## ریشه لغت

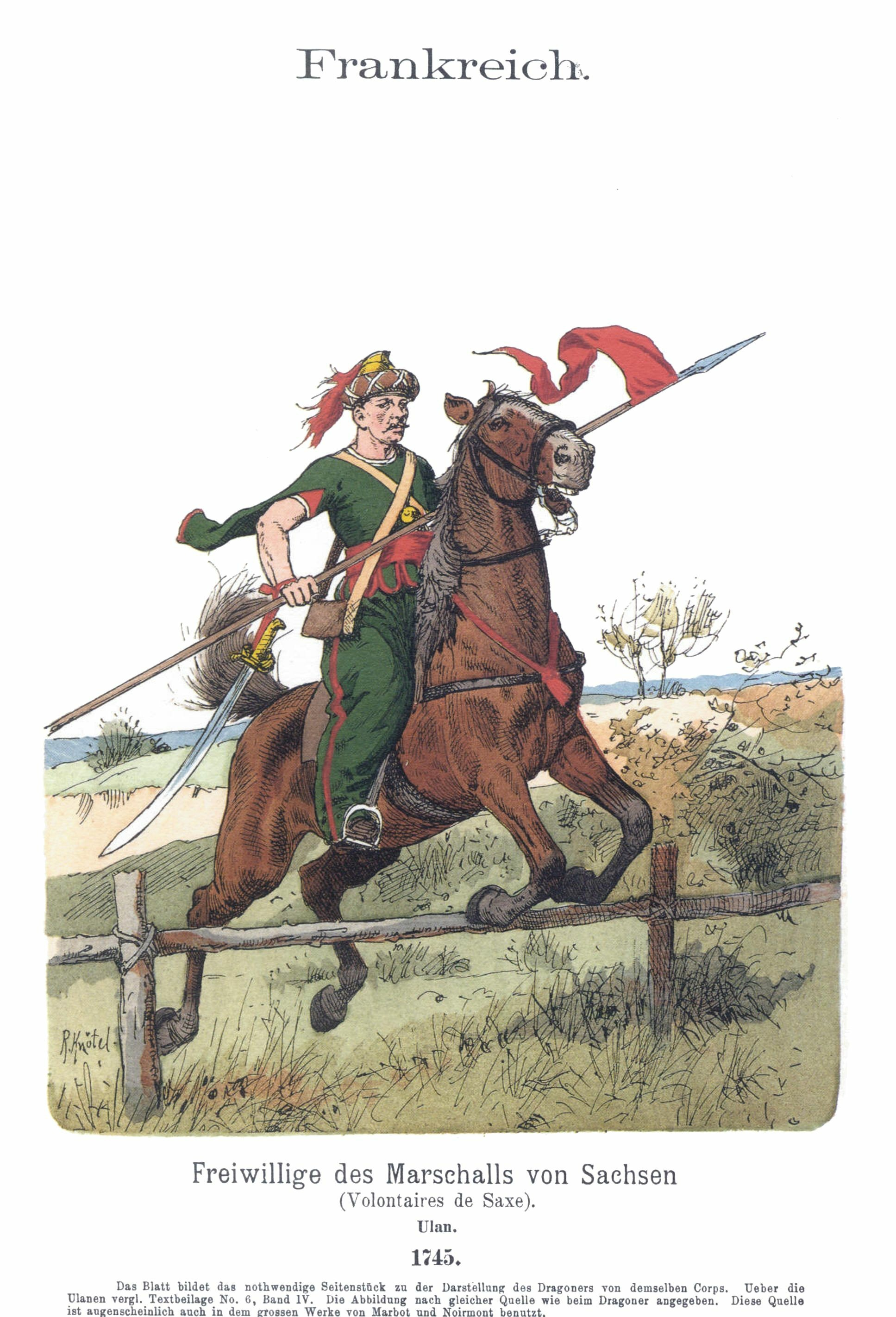
اولان‌های داوطلب ساکسونی در ۱۷۴۵

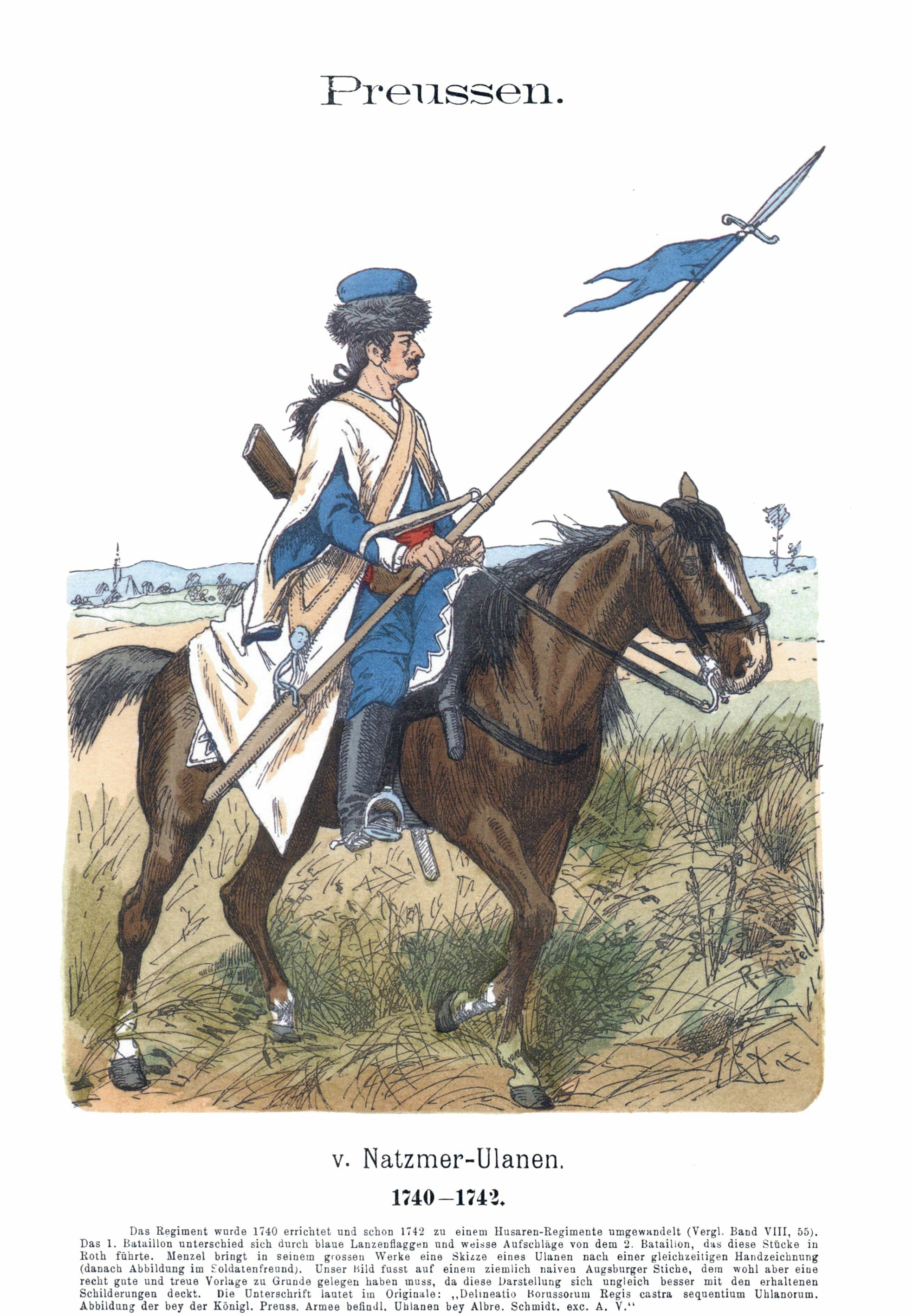
نصویری از یک اولان

در مورد ریشه واژه اولان حدس‌هایی وجود دارد. ممکن است واژه ترکی اوقلان به معنی مرد یا پسر جوان توسط تاتارها یا ترک‌ها وارد زبان لهستانی شده و به صورت اولان از لهستانی به زبان‌های دیگر اروپایی راه یافته باشد.

## تاریخچه

### خاستگاه
در انتها قرن ۱۴ میلادی تاتارهای اردوی زرین در دوک‌نشین بزرگ لیتوانی ساکن شده و به خدمت پادشاهان لیتوانی و سپس لهستان درآمدند. لهستانی‌ها آغازگر ادغام سنت‌های نظامی تاتارها با شیوه‌های جنگی خویش بودند. تاتارهای لیتوانی که بیشترشان مسلمان بودند طی قرون وسطی در بسیاری از جنگ‌ها شرکت داشتند. وظیفه اصلی این واحدها انجام عملیات شناسایی پیش از رسیدن سواره‌نظام سنگین (شوالیهها) بود. با پایان دوران شوالیه‌ها در قرن ۱۶ میلادی تاتارهای لیتوانی به سواره‌نظام سبک تبدیل شدند که مسلح به نیزه سبک، کمان، شمشیر و در بعضی موارد تبر جنگی یا نیزه سنگین بودند و به عنوان هم‌سوار یا ملتزمین (پوچت) خدمت می‌کردند. تاتارها تا دهه ۱۷۷۰ در دسته‌های خودشان خدمت می‌کردند تا آنکه در ارتش لهستان-لیتوانی اصلاحاتی انجام شد. آخرین پادشاه لهستان به نام استانیسواو آگوست پونیاتوفسکی هنگی از محافظین اولان داشت که اولان‌های سلطنتی خوانده می‌شدند و در سال ۱۷۹۴ یا ۱۷۹۵ منحل شد.

### قرن هجدهم
یگان‌های اولان در اروپای غربی طی جنگ جانشینی اتریش با گردان‌های اولان فریدریش دوم در ۱۷۴۰ پدیدار شدند. چند سال بعد در ۱۷۴۳ موریتس زاکسن واحدهای اولان به نام داوطلبان ساکسونی را برای ارتش لوئی پانزدهم ایجاد نمود.
با پیشرف تاکتیک‌ها و سلاح‌ها استفاده از سواره‌نظام سنگین در میدان نبرد منسوخ و هسته اصلی سواره‌نظام را سواران سبک تشکیل می‌دادند (اگرچه که سنت سواره‌نظام سنگین توسط کیوراسیر ادامه پیدا کرد). در سال‌های منتهی به تجزیه لهستان که پادشاهی لهستان توان لازم جهت ایجاد ارتش بزرگ و دائمی را نداشت واحدهای اولان متشکل از تاتارهای لهستان و لیتوانی به خدمت کشورهای همسایه درآمدند. تحرک و سرعت عنصر اصلی قدرت این سواران مسلح به نیزه بود.

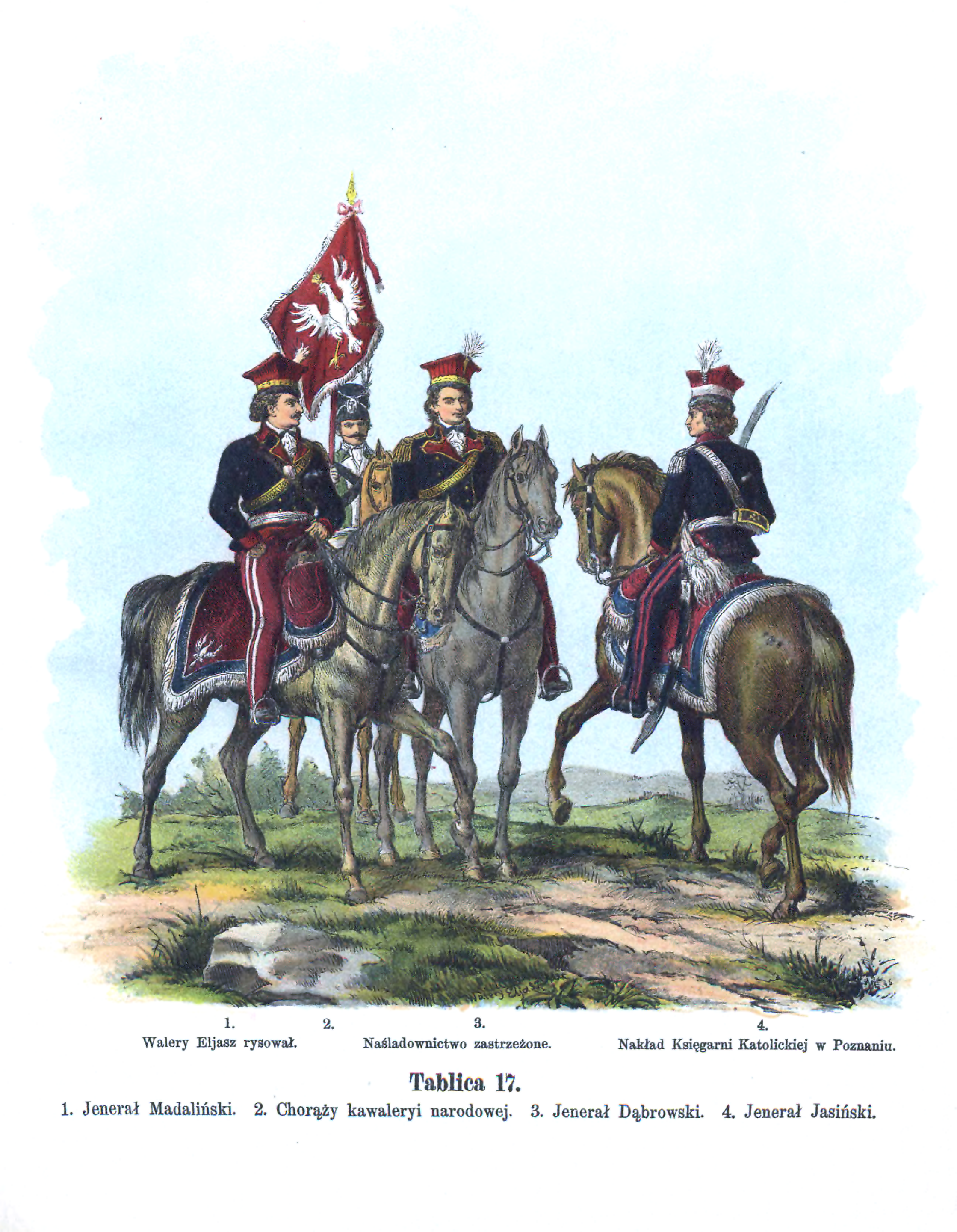
اولان‌های لهستانی در خیزش کوشچوشکو در سال ۱۷۹۴ اثر والری الیاش راجیکوفسکی

در مشترک‌المنافع لهستان–لیتوانی در سال ۱۷۷۶ اولان‌ها جایگزین هوسارهای لهستانی شدند. در پادشاهی هابسبورگ نیز واحدهای اولان متشکل از لهستانی‌ها از سال ۱۷۸۴ و واحدهای متشکل از اتریشی‌ها از ۱۷۹۱ ایجاد گشتند.

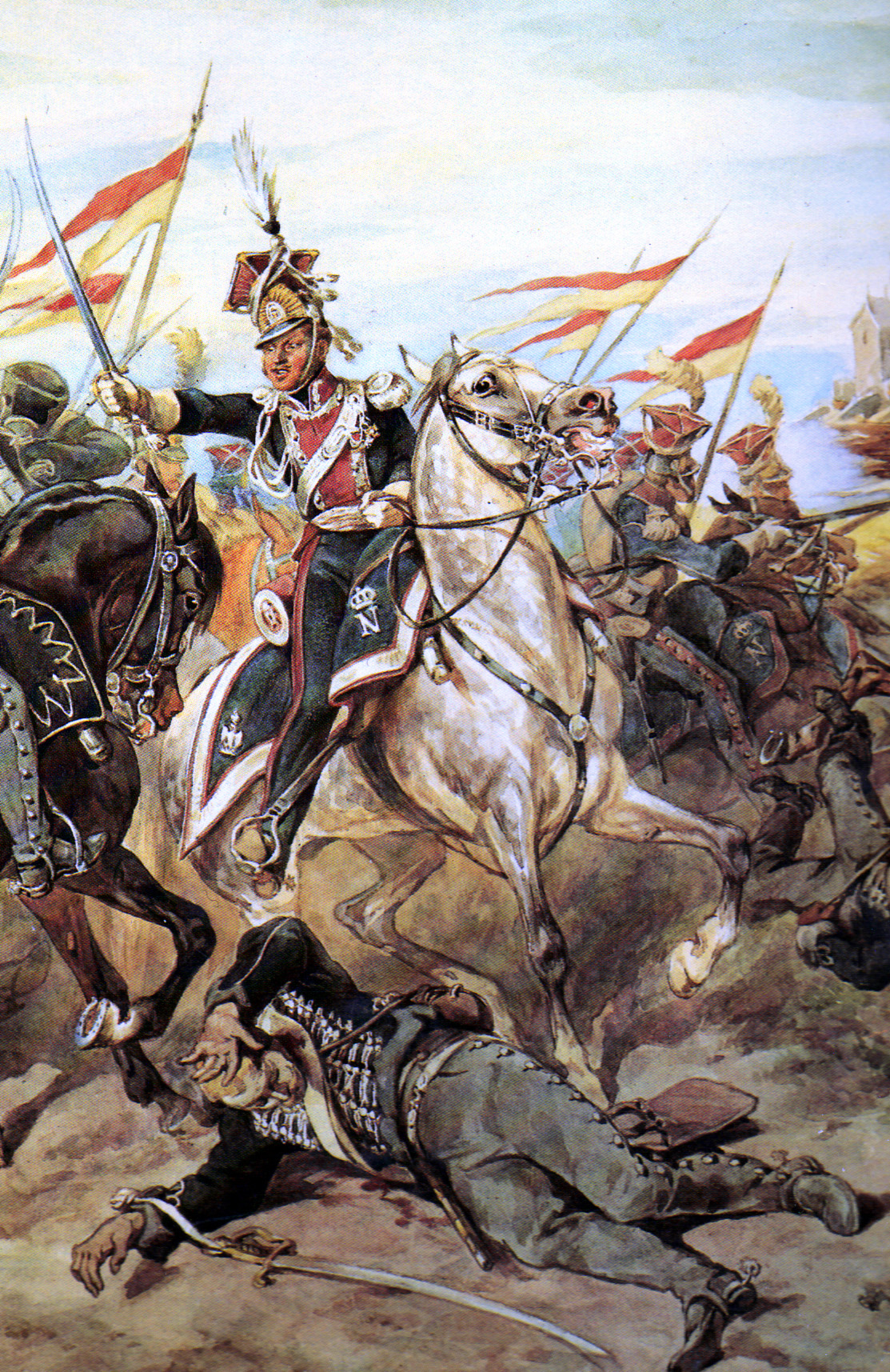
سواران هنگ اول سواره‌نظام سبک نیزه‌دار گارد شاهنشاهی لهستان در نبرد پتروویتسه اثر یولیوش کوساک

### قرن نوزدهم
دوک‌نشین ورشو در جنگ‌های ناپلئونی واحدهای اولان را به کار می‌گرفت. سواران لهستانی در هنگ ویستولا و هنگ اول سواره‌نظام سبک لهستانی گارد شاهنشاهی برای فرانسوی‌ها خدمت می‌کردند. سواران گارد شاهنشاهی به نیزه، سابر و اسلحه دستی مسلح بودند. سواران لهستانی که همراه با فرانسوی‌ها در اسپانیا و آلمان خدمت کردند محبوبیت شیوه سواره‌نظام لهستانی را در اروپا گسترش دادند. در نبرد سوموسیرا بود که ناپلئون گفت هر سوار لهستانی به اندازه ۱۰ سرباز فرانسوی ارزش دارد. سواره‌نظام فرانسه که شووو لیژی نام داشت و ریشه‌های آن به قرن ۱۶ بازمی‌گشت پس از ۱۸۱۵ بر اساس نمونه اولان‌ها بازآرایی شد. پس از پیمان تیلسیت در ۱۸۰۷ پرس دوباره شروع به استفاده از واحدهای اولان نمود. پس از جنگ ائتلاف ششم واحدهای اولان از سپاه آزاد لوتزو، سپاه آزاد شیل، داوطلبان برمن و سپاه آزاد هلویگ تشکیل شد.
در دوران جنگ‌های ناپلئونی و پس از آن واحدهای سواره‌نظام مسلح به نیزه که از اولان‌ها الگو گرفته بودند در بسیاری از کشورهای اروپایی رواج یافت و حتی صفوف مقدم هوسارها و دراگون‌ها نیز به نیزه مسلح شدند.
در نبرد آلبوئرا، سواران نیزه‌دار لهستانی که در خدمت فرانسوی‌ها بودند توانستند سه هنگ از چهار هنگ پیاده‌نظام بریتانیایی را از میان ببرند. در ۱۸۱۶ ارتش بریتانیا با تبدیل چهار هنگ دراگون سبک خود به سواره‌نظام نیزه‌دار که حتی در پوشش هم از سواران لهستانی ناپلئون الگوبرداری شده بود واحدهای سواره‌نظام نیزه‌دار خود را ایجاد نمود.

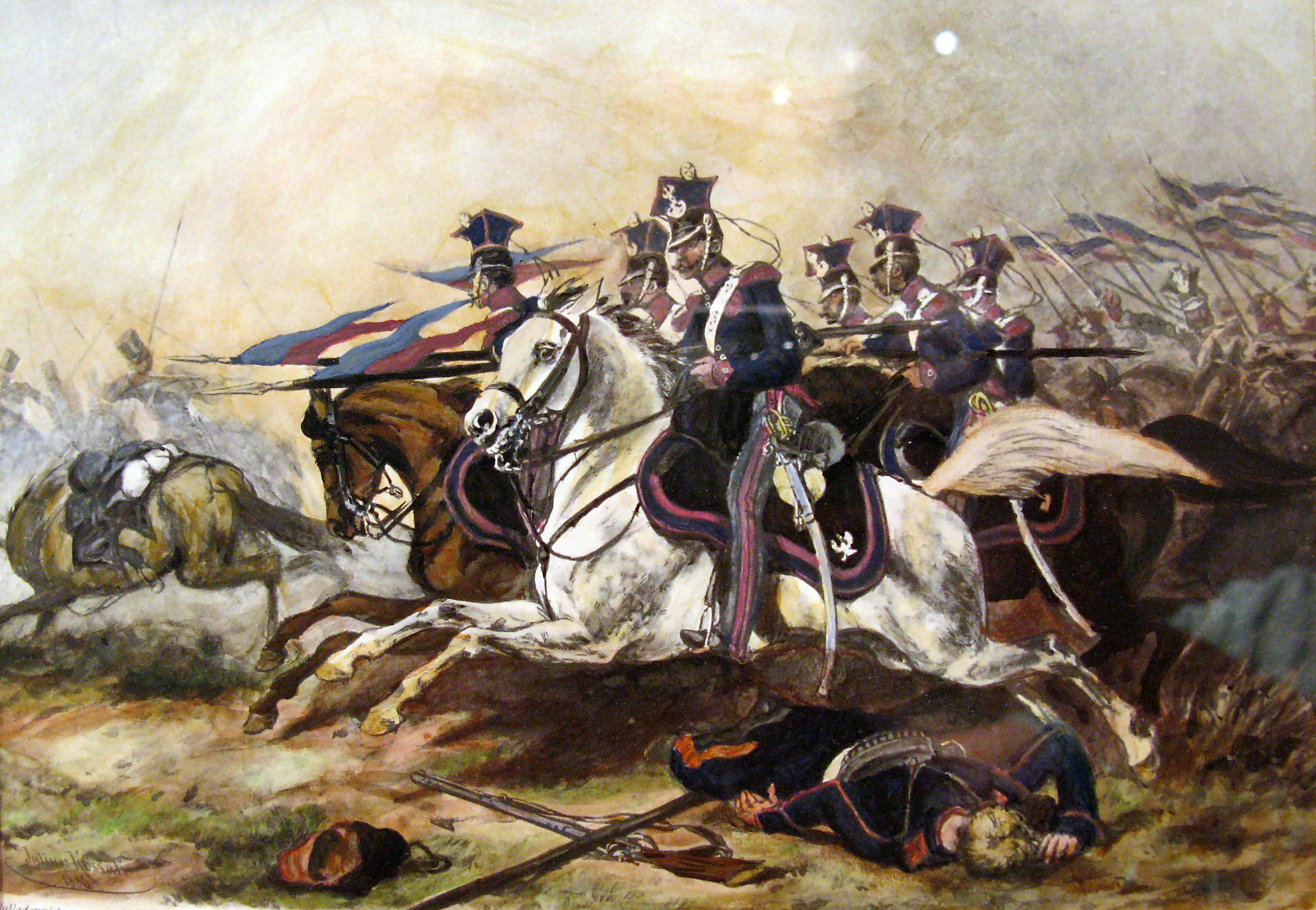
تاخت اولان‌های لهستانی شهر پوزنان طی خیزش نوامبر در ۱۸۳۱

سنت اولان‌های لهستانی در دوران لهستان کنگره هم حفظ شد و این واحدها در خیزش نوامبر ۱۸۳۰ و خیزش ژانویه ۱۸۶۳ حضور داشتند. در جنگ فرانسه و پروس واحدهای اولان توسط ارتش پادشاهی پروس استفاده شدند و در دوران محاصره پاریس به دلیل سرعت بالایی که داشتند به ایشان محول شد تا بالون‌هایی که از شهر به پرواز درمی‌آمدند را دنبال کنند تا یا در هنگام فرود آن را تصرف کنند یا مقصد آن را اطلاع دهند.

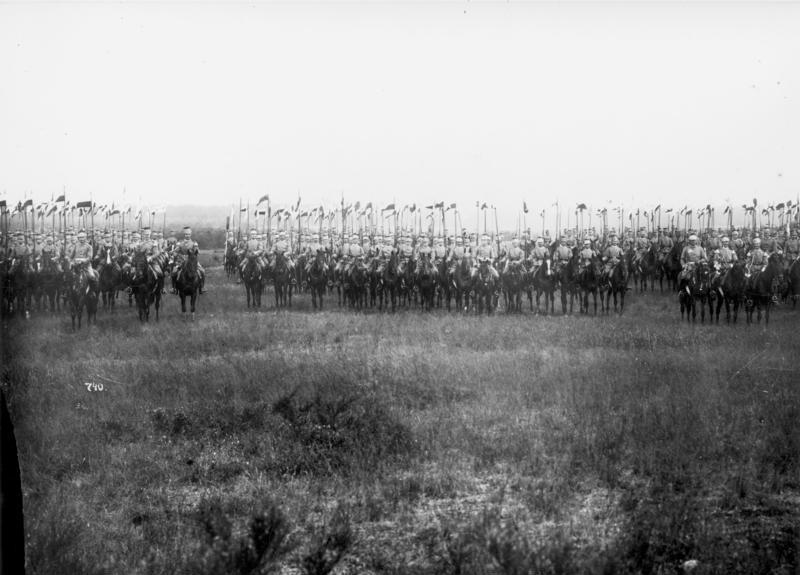
اولان‌های پروسی در سال ۱۹۱۲

## جنگ جهانی اول
در آغاز جنگ جهانی اول بسیاری از کشورهای اروپایی دارای واحدهای سواره‌نظام نیزه‌دار بودند. بلژیک ۵ هنگ، ایتالیا ۱۰ هنگ و بریتانیا ۶ هنگ نیزه‌دار به اضافه ۱۵ هنگ دیگر در راج بریتانیا را دارا بودند.

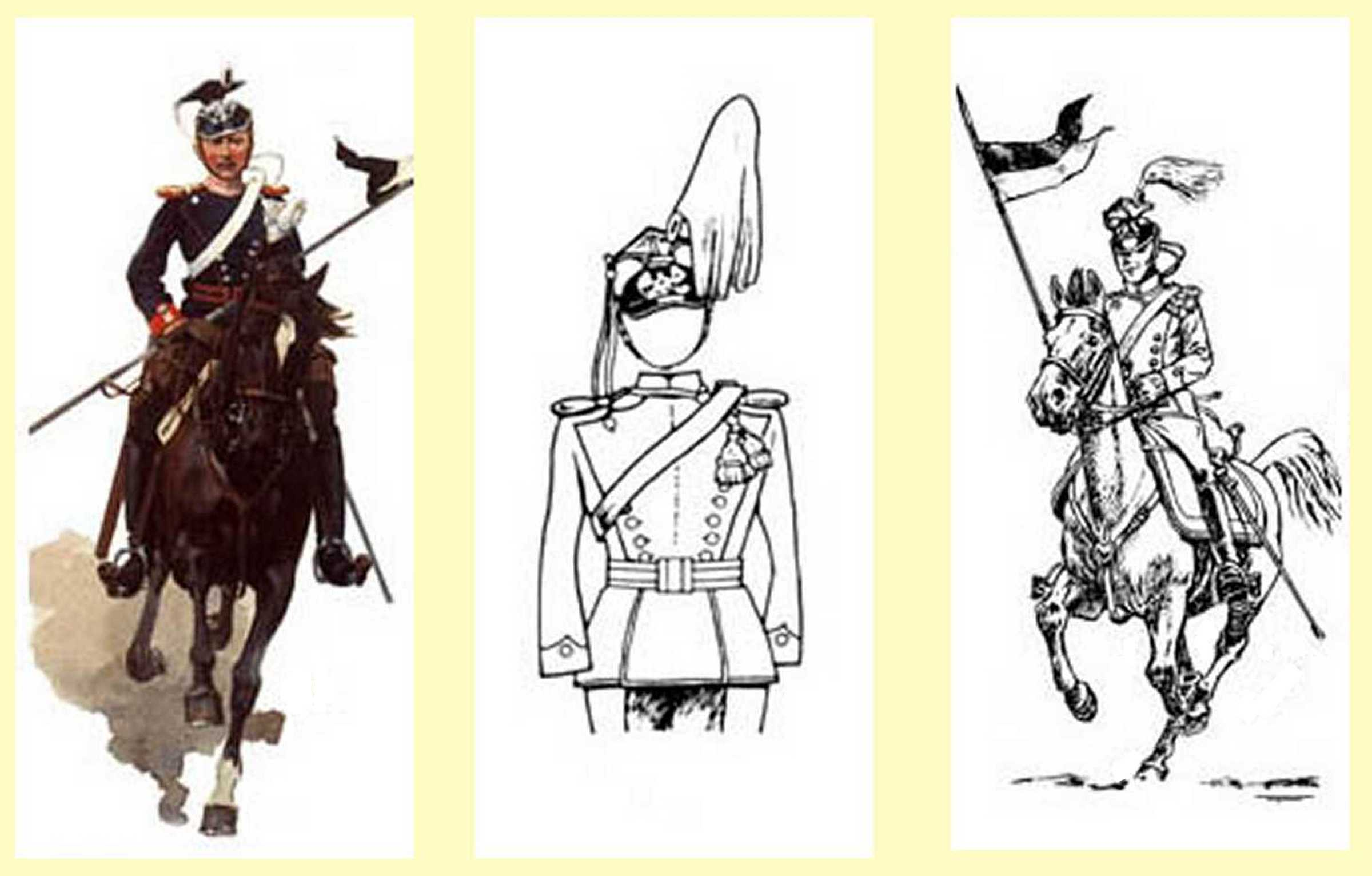
اولان‌های پروسی در لباس‌های پیش از جنگ جهانی اول

### اولان‌های آلمان
در سال ۱۹۱۴ ارتش پادشاهی آلمان متشکل از ۲۶ هنگ اولان بود؛ ۳ هنگ گارد، ۲۱ هنگ صف (عبارت از ۱۶ هنگ پروسی، ۲ هنگ وورتمبرگ و ۳ هنگ ساکسونی) و دو هنگ ارتش باواریا. پس از پاره‌ای عملیات در هفته‌های ابتدایی جنگ جهانی اول این واحدها یا بدون اسب برای خدمت در سنگرهای جبهه‌های غربی ارسال شدند یا با توجه به ماهیت جنگ در جبهه شرقی سواره به آن قسمت از جبهه فرستاده شدند.

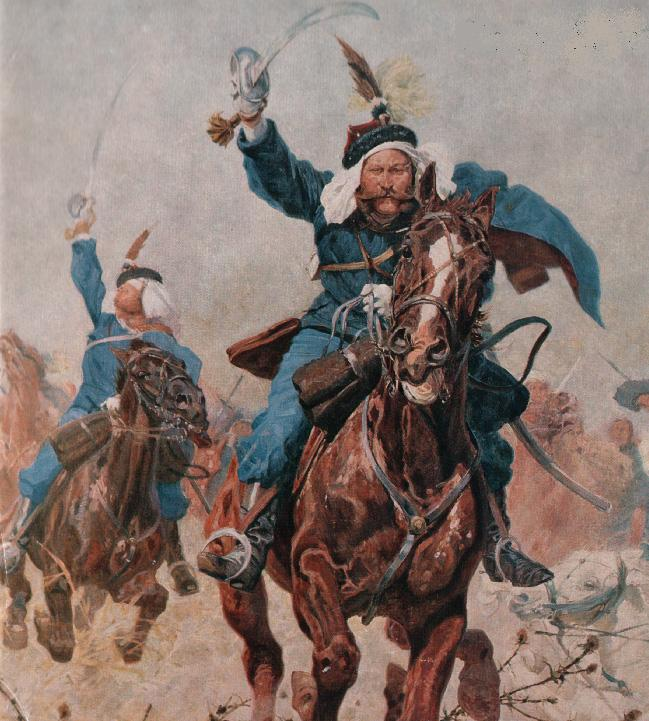
تاخت اولان‌های اتریشی در نبرد کوزتوزا(۱۸۶۶)

### اولان‌های اتریش
در ارتش اتریش-مجارستان ۱۱ هنگ اولان وجود داشت که غالباً از لهستانی‌زبان‌ها تشکیل می‌شدند. به مانند اولان‌های آلمانی این واحدها نیز با توجه به ماهیت جنگ به زودی از حالت سواره به حالت پیاده تغییر داده شدند تا در سنگرها بجنگند. تنها در یک مورد در ۲۱ اوت ۱۹۱۴ اولان‌های اتریش-مجارستان و سواران روس در یک نبرد کلاسیک سواره‌نظام درگیر شدند.

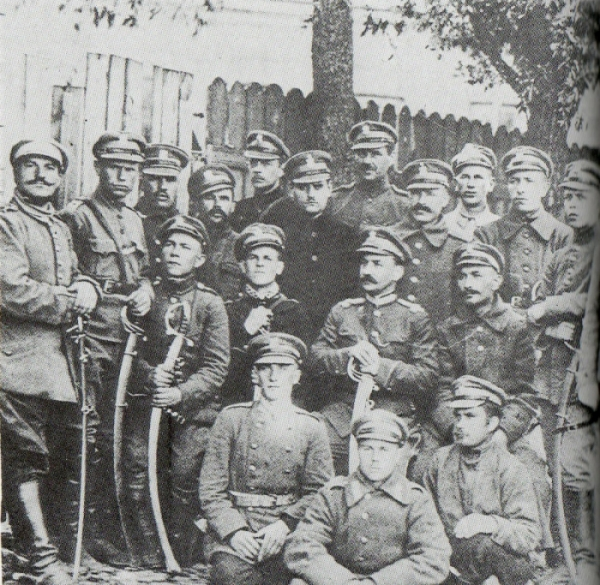
تاتارهای اولان از ناحیه گرودنو در سال ۱۹۱۹

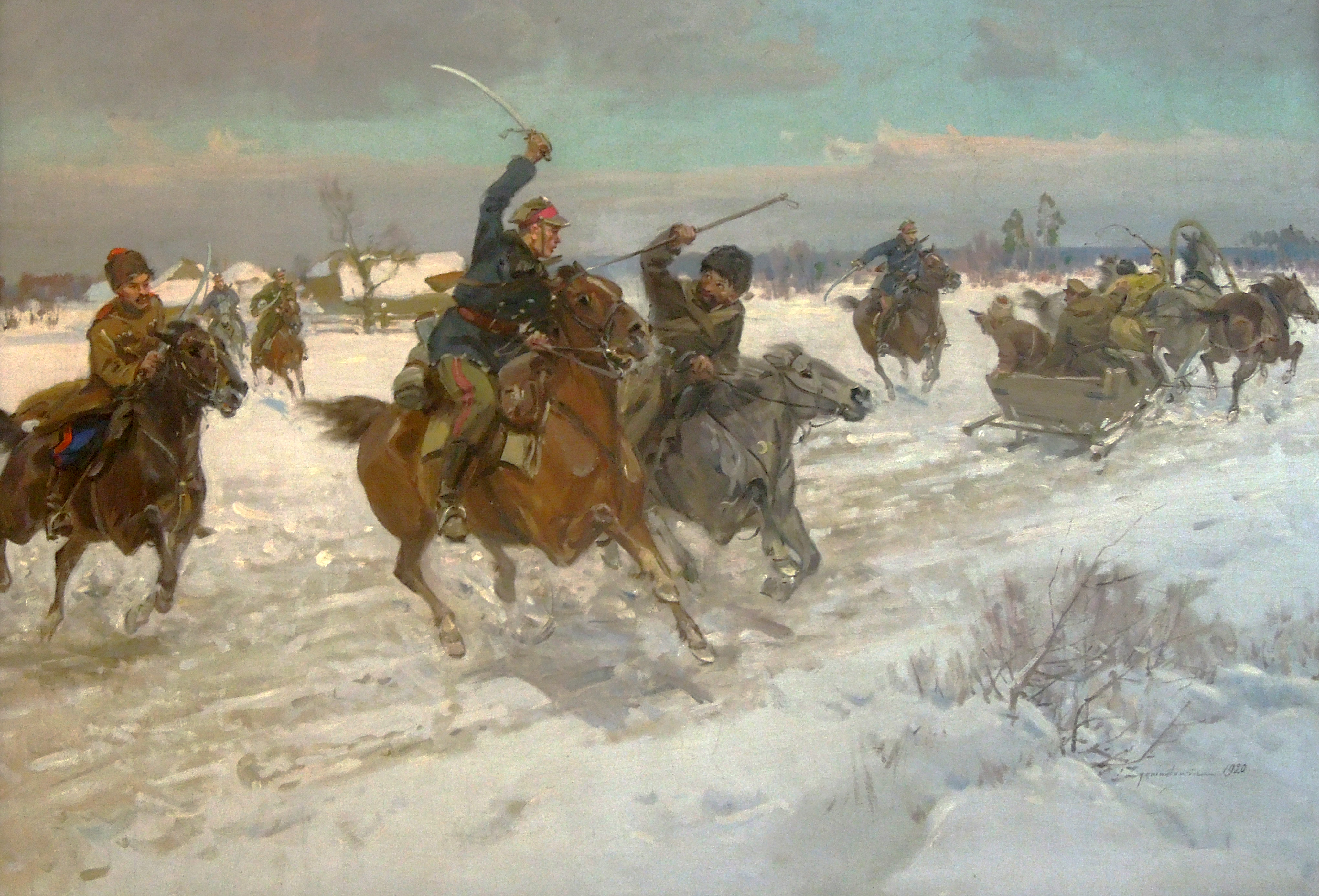
اولان‌های لهستانی طی جنگ لهستان-شوروی از ۱۹۱۹ تا ۱۹۲۱

### اولان‌های لهستانی
هنگ‌های لهستانی تحت امر یوزف پیلسودسکی دارای یک رسته کوچک اولان بود. فرماندهی این واحد با وادیسواو بلینا-پراژموفسکی بود که به مانند اولان‌های دوران ناپلئون بودند. این واحد اولین سربازان قدرت‌های مرکز بودند که در جنگ جهانی اول وارد خاک لهستان شدند. با استقلال لهستان در سال ۱۹۱۸ واحدهای اولان متعددی در نواحی مختلف این کشور ایجاد شد که در قیام لهستان بزرگ‌تر، جنگ لهستان و اوکراین و جنگ لهستان-شوروی شرکت داشتند. این واحدها اگرچه با توپخانه اسبی مسلح بودند و با تاکتیک‌های پیاده‌نظام آموزش دیده بودند اما هنوز شمشیرها و نیزه‌های خود را حفظ کرده بودند و قابلیت تاخت داشتند. در سال ۱۹۲۰ واحدهای اولان لهستانی طی نبرد کوماروو آخرین نبرد سواره‌نظام ناب تاریخ را با سپاه سواره‌نظام اول انجام دادند.

### اولان‌های روس
در ارتش امپراتوری روسیه در سال ۱۸۸۱ بسیاری از واحدهای اولان را طی عملیات مدرن‌سازی خود به واحدهای دراگون تغییر داد و تنها دو هنگ اولان گارد شاهنشاهی روسیه باقی ماندند. اما در سال ۱۹۱۰ واحدهای اولان دوباره احیا شدند و تا سال ۱۹۱۸ به بسیاری از واحدهای سواره‌نظام روسیه اولان می‌گفتند.

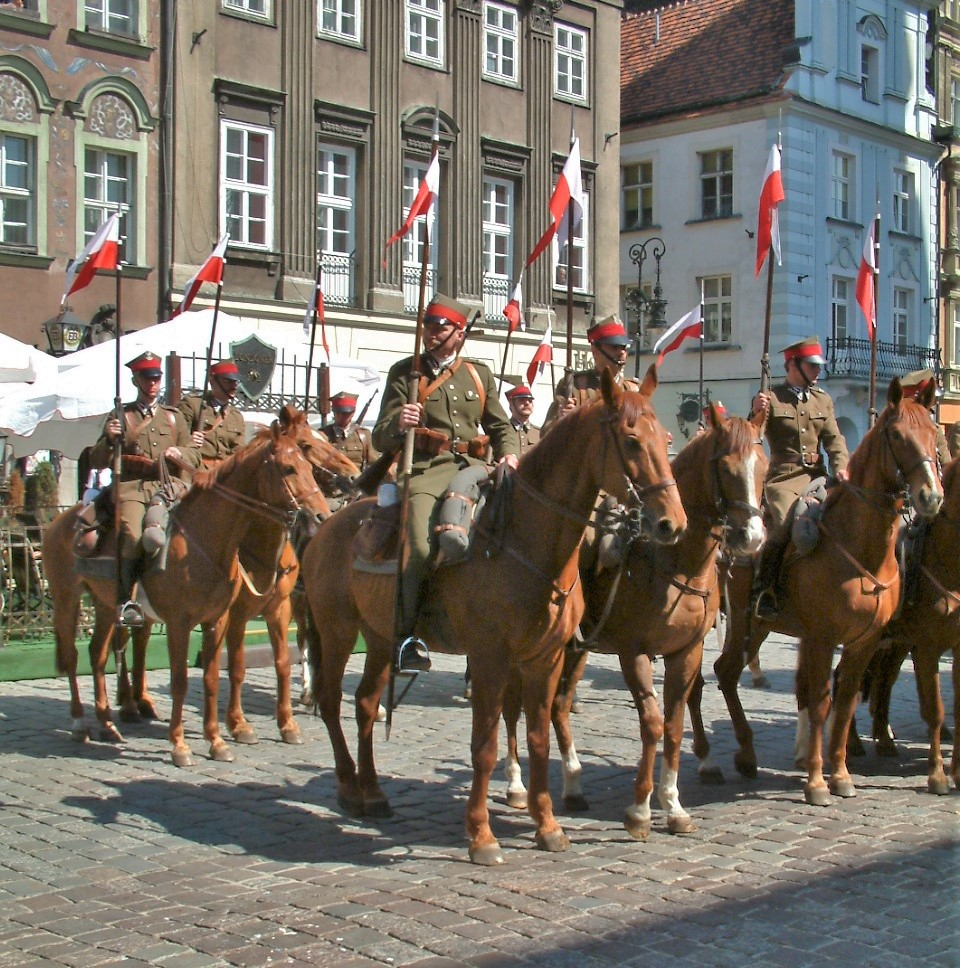
بازآفرینی هنگ ۱۵ اولان پوزنان با لباس‌های سال ۱۹۳۹

## دوران میان دو جنگ
در دوران میان دو جنگ جهانی سواره‌نظام لهستانی دچار تحولات بسیاری گشت و بعضی واحدها با عنوان اولان باقی ماندند. اما مشخص بود که واحدهای سواره‌نظام دیگر آن توانایی دوران پیشین را ندارند و نمی‌توان از آن‌ها در نقش‌های سنتی خویش استفاده کرد، اما با توجه به توانایی تحرک سریع سواره‌نظام از آن به عنوان واحد ذخیره استفاده می‌شد و سربازان هنگامی که به میدان نبرد می‌رسیدند از اسب پیاده می‌شدند و مانند پیاده‌نظام به جنگ می‌پرداختند.

## جنگ جهانی دوم
در ارتش لهستان سواره‌نظام هنوز شمشیر را حمل می‌کرد اما دیگر الزامی به حمل نیزه نبود. سواره‌نظام حالا با توپ صحرایی ۷۵ میلی‌متری فرانسوی، تانک سبک، تفنگ ضد تانک ۳۷ میلی‌متری بوفورس، توپ ۴۰ میلی‌متری بوفورس، تفنگ ضد تانک مدل ۳۵ و دیگر سلاح‌های جدید مجهز شده بود. البته در طول جنگ جهانی دوم مواردی از تاخت سواره‌نظام وجود داشت که موارد معدودی از آن موفقیت‌آمیز بودند.
افسانه‌ای وجود دارد که براساس آن سواره‌نظام لهستانی مسلح به نیزه به نیروهای آلمانی هجوم برده و توسط تانک‌های آلمانی قلع و قمع شدند. ریشه این افسانه تاخت کرویانته در ۱ سپتامبر است که طی آن هنگ ۱۸ اولان پومرانی با شمشیر به سوی نیروهای آلمانی حمله کردند و با ماشین‌های زرهی آلمان درگیر شدند.
هنگامی که در سال ۱۹۴۳ ارتش لهستان در تبعید دوباره ایجاد شد، سواره‌نظام لهستان در لشکر اول زرهی متمرکز شد و با این واحد با تانک‌های شرمن تسلیح گشت. این واحد در سال ۱۹۴۷ انحلال یافت.

## دوران معاصر

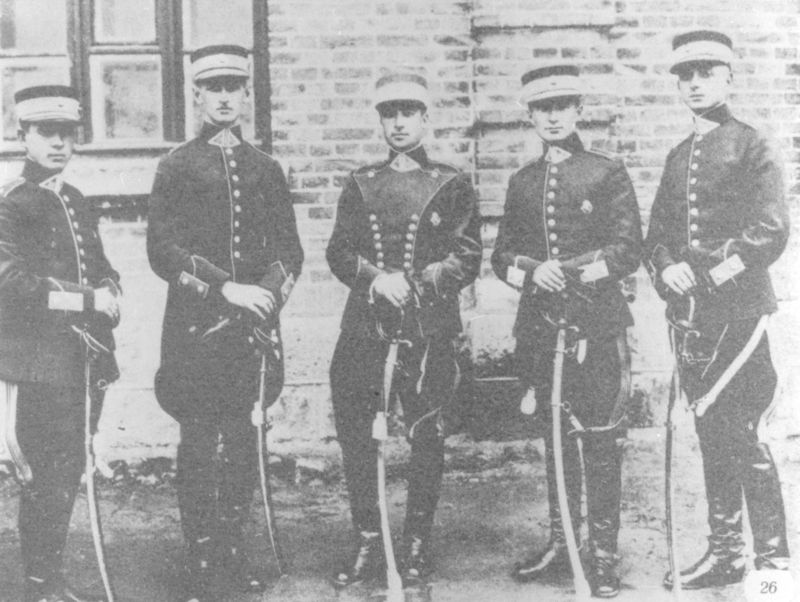
اولان‌های ارتش لیتوانی در ۱۹۲۵

واحدهای نظامی امروزی با نقش و عنوان تاریخی اولان‌ها عبارتند از:
- هنگ‌های اولان در ارتش فعلی قزاقستان وجود دارند، هرچند که دیگر سواره‌نظام نیستند.
- رسته سواره‌نظام ریاست جمهوری نیروهای مسلح لهستان
- گردان بیروئتی اولان دوک نشین بزرگ لهستان